# Доменіко Казо
Доменіко Казо (італ. Domenico Caso, нар. 9 травня 1954, Еболі) — італійський футболіст, що грав на позиції півзахисника, зокрема за «Фіорентину», «Інтернаціонале», а також національну збірну Італії. По завершенні ігрової кар'єри — тренер.

## Клубна кар'єра
Народився 9 травня 1954 року в місті Еболі. Вихованець футбольної школи клубу «Фіорентина». Дорослу футбольну кар'єру розпочав 1971 року в основній команді того ж клубу, в якій провів сім сезонів, взявши участь у 133 матчах чемпіонату. 1975 року виборов у складі «фіалок» титул володаря Кубка Італії.
Провівши сезон 1978-1979 у складі «Наполі», став гравцем міланського «Інтернаціонале», у першому ж сезоні в якому додав до переліку своїх трофеїв титул чемпіона Італії. Наступного сезону «Інтер» став лише четвертим у чемпіонаті, а по його завершенні Казо міланську команду залишив.
Протягом 1981–1983 років провів два сезони у друголіговій «Перуджі», після чого повернувся до Серії A, ставши на два роки гравцем «Торіно».
Згодом протягом 1985–1988 років грав у Серії B за «Лаціо», після чого завершував кар'єру у четвертому за силою італійському дивізіоні, граючи до 1990 року за «Латину» та «Орчеану».

## Виступи за збірну
1974 року провів свою єдину офіційну гру у складі національної збірної Італії.

## Кар'єра тренера
Розпочав тренерську кар'єру відразу ж по завершенні кар'єри гравця, 1990 року, повернувшись до «Фіорентини», де працював з молодіжними командами. 1992 року привів молодь флорентійців до перемоги у престижному Турнірі Віареджо.
Згодом протягом п'яти років тренував молодіжний склад ще одного свого колишнього клубу, «Лаціо». 1995 очолювана ним команда стала переможцем Молодіжної першості Італії.
Протягом 1997–2001 років працював з дорослими командами, очолюючи тренерські штаби «Фоджі», «К'єво» і «Пістоєзе».
Згодом повернувся до роботи з молодими футболістами — у 2002–2003 роках був головним тренером збірної Італії U-18, після чого знову очолив молодіжний склад столичного «Лаціо». Коли 2004 року клуб залишив головний тренер основної команди Роберто Манчіні, Казо деякий час працював із головним складом «біло-блакитних».
Відтоді до 2013 року встиг попрацювати з основною командою «Тернана», а також молодіжними командами клубів «Волунтас Сполето», «Віртус Ланчано» та «Реджина».
| Дата      | Місто  | Господарі | Результат | Гості  | Турнір           | Голи | Примітки |
| --------- | ------ | --------- | --------- | ------ | ---------------- | ---- | -------- |
| 28-9-1974 | Загреб | Югославія | 1 – 0     | Італія | товариський матч | -    |          |
| Усього    |        | Матчів    | 1         |        | Голів            | 0    |          |

## Титули і досягнення
| - Володар Кубка Італії (1): «Фіорентина»: 1974-1975 - Чемпіон Італії (1): «Інтернаціонале»: 1979-1980 | - Переможець Турніру Віареджо (1): «Фіорентина» (дубль): 1992 - Переможець Молодіжної першості Італії (1): «Лаціо» (дубль): 1994-1995 |